# Rätz-Clique 1923
Die Rätz-Clique Basel 1923 ist als Fasnachtsgesellschaft Teil der Basler Fasnacht und pflegt das Brauchtum und die Tradition des immateriellen Kulturerbes. «Rätzen» bedeutet «trommeln» und gab der Clique bei der Gründung 1923 ihren Namen. Heute zählt die Rätz-Clique rund 400 Mitglieder, darunter etwa 100 Aktivmitglieder im Stammverein.

## Geschichte
Die Rätz-Clique wurde am 18. September 1923 als «Arbeiter-Tambourenvereinigung Rätz-Clique» im Kleinbasel gegründet. In den politischen 1920er Jahren waren viele der Mitglieder auch gewerkschaftlich oder politisch organisiert und die Fasnachtssujets waren häufig dem politischen Leben entnommen. Dennoch war es von Beginn an wichtig, unabhängig von politischen Organisationen zu sein, denn die politische Zugehörigkeit, Berufe, Herkunft und Geschlecht sollten keine Rolle spielen. Es sei allein wichtig, ein guter Fasnächtler zu sein. Auch den ärmeren Menschen sollte es möglich sein, an der Fasnacht teilzunehmen. Den Gründern war es wichtig auch dem einfachen Arbeiter eine Fasnacht zu ermöglichen.
Frauen konnten von Anfang an Mitglied in der Rätz-Clique werden und bereits 1926 nahm die erste Frau als Pfeiferin im Fasnachtszug teil. Allerdings dauerte es neun weitere Jahre, bis eine zweite Frau hinzukam. Erst nach dem Zweiten Weltkrieg wurden mehr Frauen Mitglied in der Clique, wobei dem allgemeinen Zeitgeist entsprechend teilweise gewisse Aufnahmebeschränkungen bestanden. Ende der 1980er Jahre wurden diese Hürden für Mädchen und Frauen endgültig aufgehoben.
Schon ab der Gründung 1923 wurde in Trommel- und Pfeiferkursen begonnen, neue Mitglieder musikalisch auszubilden. 1931 liefen erstmals Kinder als «Junge Rätz» bei der Fasnacht mit. So sicherte man sich einen stetigen Nachwuchs für die Stammclique. Aber es dauerte noch eine ganze Weile, bis sich das konstant hielt. Erst 1970 gab es den ersten Binggis-Zug, das sind die jüngsten Fasnächtler ab acht Jahren.
1988 wurde die Alte Garde gegründet. Sie nimmt aktiv am Cliquenleben teil und läuft an der Fasnacht als eigenständiger Zug. Nebst einer gepflegten Musikalität wird das Augenmerk insbesondere auf das Gesellige gelegt mit vielen Aktivitäten unter dem Jahr (Wanderungen, Grillplausch, Essen etc.).

## Cliquenleben
Die Rätz-Clique war von Beginn an allen Fasnachtstraditionen beteiligt, wie dem Monschter/Monstre (heutiges Drummeli), dem Laternenmalen, dem Larven cachieren und dem Nähen von Kostümen. An der Fasnacht legt die Rätz-Clique insbesondere Wert auf die Ausarbeitung und Darstellung eines bissigen und kritischen Sujets. Die Übungsstunden sind der wichtigste Bestandteil des Cliquenlebens.
Im Stammlokal wird einmal wöchentlich geübt. Die Rätz-Clique hatte einige Umzüge hinter sich, bevor sie 2007 in die Rätz-Stadt, das ist ihr eigener Cliquenkeller, gezogen ist. Die Rätz-Stadt war ursprünglich eine Zivilschutzanlage, die ausser Betrieb genommen wurde und mit viel Eigenleistung zu einem grossen Cliquenkeller inklusive Küche und Bar umfunktioniert wurde. Dort findet in vielen Räumlichkeiten das Cliquenleben, die Pflege des Geselligen und die Weitergabe von Traditionen statt: Gemütlich beisammensitzen, die Übungsstunden und im Bastelatelier erhalten alle Sujets ihre einzigartige Ausarbeitung.
Nebst der Fasnacht finden im Cliquenjahr viele weitere Anlässe statt, bei der die Geselligkeit gepflegt wird. Waren dies zu Beginn Anlässe wie der 1. Mai oder das Arbeiter-Radfahrerfest, bilden heute eine Wandergruppe, das Skiweekend, der Grillplausch, die Einsätze mit Restaurationsbetrieben an Stadtfesten oder dem Basel Tattoo oder die Teilnahme an Fussball-Grümpelturnieren feste Bestandteile des Cliquenlebens.

## Musikalität
Die Tambouren der Rätz-Clique rätzen auf der Baslertrommel. Geübt wird das Trommeln auf sogenannten Böckli, um das eigene Gehör und die Nachbarschaft vor dem lauten Instrument zu schützen. 1945 waren Böckli noch aus Holz: es bestand aus einem Holzkreuz, auf dem ein kleines Kissen mit Seegras oder Pferdehaar von unten an das Fell gepresst wird. Durch verschiedene Arten der Bespannung kann man die Tonqualität verbessern. Heutzutage sind die Böckli auf einem Stativ montiert.
In der Rätz-Clique wurde lange Zeit nach Wintzer Noten («Hieroglyphen») getrommelt. Ende der 1990er Jahre wurde in der Trommelschule auf Bergernoten (Musiknoten) umgestellt. Die Pfeifer spielen auf Basler Piccolos, die sich in der Spielweise ein wenig von den bekannten Konzertpiccolos  unterscheiden zum Beispiel bei den Griffen. Die Märsche sind oftmals dreistimmig (selten vier- bis sechsstimmig) notiert und werden in der Pfeifergruppe stimmengemäss aufgeteilt. Um die musikalische Qualität zu halten, setzt die Rätz-Clique auf die eigene Nachwuchsförderung. Es wird eine musikalische Grundausbildung vermittelt und das Repertoire des Stammvereins schrittweise erlernt. Seit dem Jahr 2001 ist die Rätz-Clique Mitglied im Schweizerischen und Zentralschweizerischen Trommel- und Pfeiferverband und nimmt in regelmässiger Folge an regionalen und eidgenössischen Wettspielen teil.

## Diverses
Das Junteross ist das Cliquen-Signet. Bereits 1936 erscheint es als Briefkopf, als Nachbildung der Fasnachtsplakette 1933. Es ist nicht bekannt, warum der Vorstand diese Vorlage wählte. Aber das Junteross ist zu einem festen Bestandteil der Rätz-Clique geworden: als Cliquenabzeichen, Bandelierplakette, Kopf- und Steckenlaternen. Der Tambourmajor trägt es am Morgestraich und seit 1965 erhalten die Cliquenmitglieder das Mitteilungsblättchen «Junteross».